# Scambus aemulus
Scambus aemulus là một loài tò vò trong họ Ichneumonidae.